# Фос Кордијан
Фос Кордијан (фр. Fosse-Corduan) насеље је и општина у североисточној Француској у региону Шампањ-Арден, у департману Об која припада префектури Ножан сир Сен.
По подацима из 2011. године у општини је живело 213 становника, а густина насељености је износила 57,1 становника/km². Општина се простире на површини од 3,73 km². Налази се на средњој надморској висини од 95 метара.

## Демографија
| 1962. | 1968. | 1975. | 1982. | 1990. | 1999. | 2011. |
| ----- | ----- | ----- | ----- | ----- | ----- | ----- |
| 159   | 164   | 149   | 186   | 170   | 189   | 213   |

График промене броја становника у току последњих година